# Retouche d'anche simple
Pour les articles homonymes, voir retouche (homonymie).

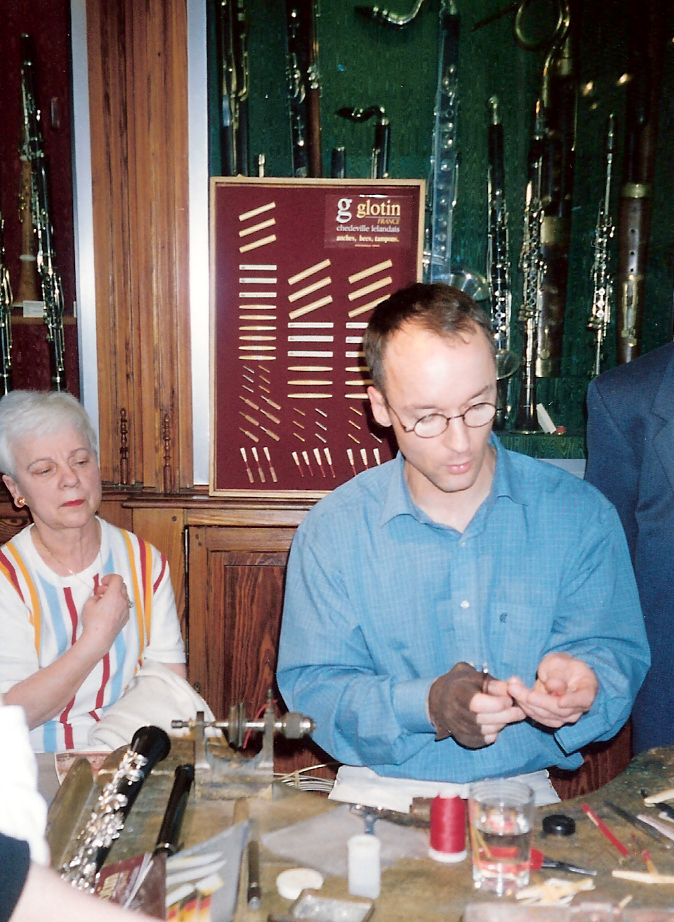
Grattage d'une anche de hautbois.

La retouche d'anche simple est une opération réalisée par le clarinettiste ou le saxophoniste lui permettant d'ajuster une anche simple à ses besoins, notamment augmenter ou diminuer la force de l'anche, enrichir les harmoniques ou réduire le souffle. 
Pour augmenter la force d'une anche, le musicien peut utiliser simplement un coupe-anches afin de retailler la pointe puis éventuellement la retabler avec un retableur.
Pour diminuer la force d'une anche, le musicien doit d'abord commencer par poncer la table en faisant attention à la pointe de l'anche et si nécessaire effectuer un grattage dans des zones appropriées sur la face biseautée.

## Histoire
Jusqu'à la fin du XIXe siècle, les anches étaient fabriquées artisanalement par les musiciens pour les instruments à anche. Cette tradition se perpétue et est toujours enseignée de nos jours pour les instruments à anche double (hautbois, basson) mais s'est perdue pour ceux à anche simple (clarinette, saxophone). 
Des conseils pour la réalisation artisanale des anches simples étaient fournis dans les méthodes instrumentales écrites par Iwan Müller ou Frédéric Berr, en particulier celles pour clarinette :
— François Rybicki, Méthode pour la clarinette (1826)

« L'Anche de la clarinette est une petite plaque de roseau qui s'adapte sur la table du bec; la partie extérieure est légèrement bombée et s'applatit graduellement à partir de deux lignes de la ligature jusqu'à l'extrémité du bec et sur les cotés.

L'Anche posée sur la table doit s'ouvrir d'une ligne à l'orifice et aller en diminuant contre la ligature, de telle sorte que les cotés de l'anche soient à égale distance de la table et qu'ils laissent appercevoir la lumière jusqu'à la première ligature. Les clarinettistes qui serrent
trop l'anche contre le bec n'obtiennent pas de vibrations de longue durée.

On ne peut donner des règles précises sur les dimensions et la force de l'anche, car elle
doit être proportionnée à la conformation des lèvres et à la vigueur du souffle de chaque individu.

Anciennement on se servait de ficelle pour fixer l'anche sur le bec; cet usage qui ne permettait pas de modifier la position de l'anche avec facilité, a été abandonné. pour adopter deux cercles en argent appelés ligatures, et garnis chacun de deux vis au moyen desquelles on peut à l'instant
arranger et changer la position de l'anche comme on le désire.

Le roseau de Fréjus est le meilleur qu'on puisse employer pour faire des anches. »

— Frédéric Berr, Méthode complète de clarinette (1836) 
À la fin du XIXe siècle, la fabrication des anches simples a commencé à être mécanisée et des maisons spécialisées sont créées généralement à l'initiative de clarinettistes reconnus comme Henri Selmer avec un atelier de facture d'anches et de becs de clarinette fondé en 1885 à Montmartre, Eugène Van Doren en 1905 puis son fils Robert Van Doren, rue Lepic à Paris pour la France; cette activité se mondialise au XXe siècle avec par exemple Gebhart Steuer pour l'Allemagne (fin des années 1940). 
En dépit de la précision industrielle de fabrication des anches et de l'amélioration des techniques, le matériau historique utilisé est issu  d'une canne de roseau de Provence (arundo donax) sélectionnée pour ses propriétés mécaniques. Il s'agit d'un matériau naturel soumis à de grandes variabilités (densité, diamètre, variations climatiques pendant les deux années de pousse et les deux années de séchage, exposition du terrain, stockage...). Cela a pour conséquence que certaines anches fabriquées industriellement ne sont pas jouables (trop dure ou trop faible, manque de timbre, son étouffé...) pour lesquelles le musicien peut tenter de les retoucher comme à l'époque de la fabrication artisanale dans la mesure où il en maîtrise les principes et reprendre l'étape de finition.

## Préparation et rodage d'une anche
Pour profiter des qualités d'une anche neuve sans la fatiguer prématurément et assouplir ses fibres, il est préconisé d'effectuer un rodage de l'anche car le caractère d’une anche évolue les premières fois qu’elle est jouée, quelquefois de façon importante. Il n'existe pas de méthode unique pour réaliser un rodage; par exemple, il est possible de la jouer quelques minutes par jour pendant trois à quatre jours consécutifs. Si elle continue à être trop difficile à jouer ou si elle ne convient pas au musicien, il est alors envisageable de la retoucher. 

### Rotation des anches
Il est également conseillé d'effectuer une rotation avec plusieurs anches en changeant d'anches tous les jours. Il est ainsi possible de repérer une anche qui perd progressivement ses qualités de jeu et acoustiques et d'en changer ou de la retoucher.
Cette pratique permet d'entretenir et de fortifier la musculature de l'embouchure du musicien, qui autrement se dégrade au fur et à mesure que l'anche en roseau (ou dans d'autre matériau) s'affaiblit dans le temps.

## Opérations de retouche

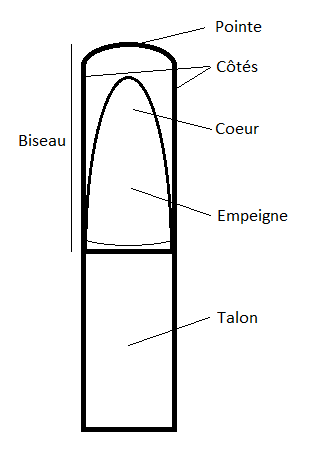
Vocabulaire associé à une anche simple (vue de dessus).

Tout opération de retouche comme le ponçage, le grattage ou le retablage doit être réalisée sur une anche humide. Il convient d'opérer par petite touche puis d'essayer l'anche car il n'est pas possible de revenir en arrière. 

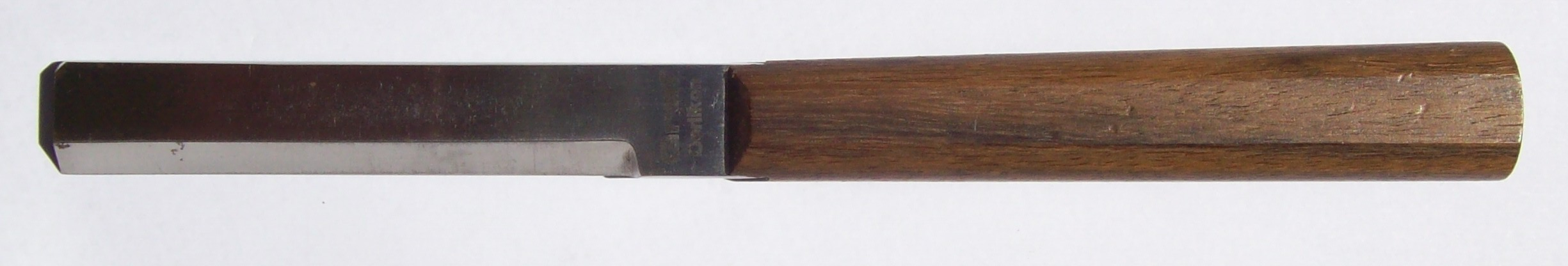
Couteau à gratter les anches.

Quand une anche ne convient pas au musicien, la cause est souvent un problème de symétrie de la coupe du biseau, c’est-à-dire qu’elle est plus rigide d’un côté que de l’autre. On peut discerner un défaut de symétrie en regardant par transparence l'anche sur une vitre. Il reste à poncer la sur-épaisseur avec une tige de prêle, du papier de verre très fin ou la gratter avec un outil tranchant (couteau à gratter les anches, lame de rasoir, outil de tour de type barreau carré rectifié en acier rapide...). 
« D’une manière générale, travailler la pointe va affecter les aigus, tandis que des retouches vers le haut de l’empeigne influencera les notes basses. »
Poncer la table diminue la force de l'anche et adoucit sa sonorité. 

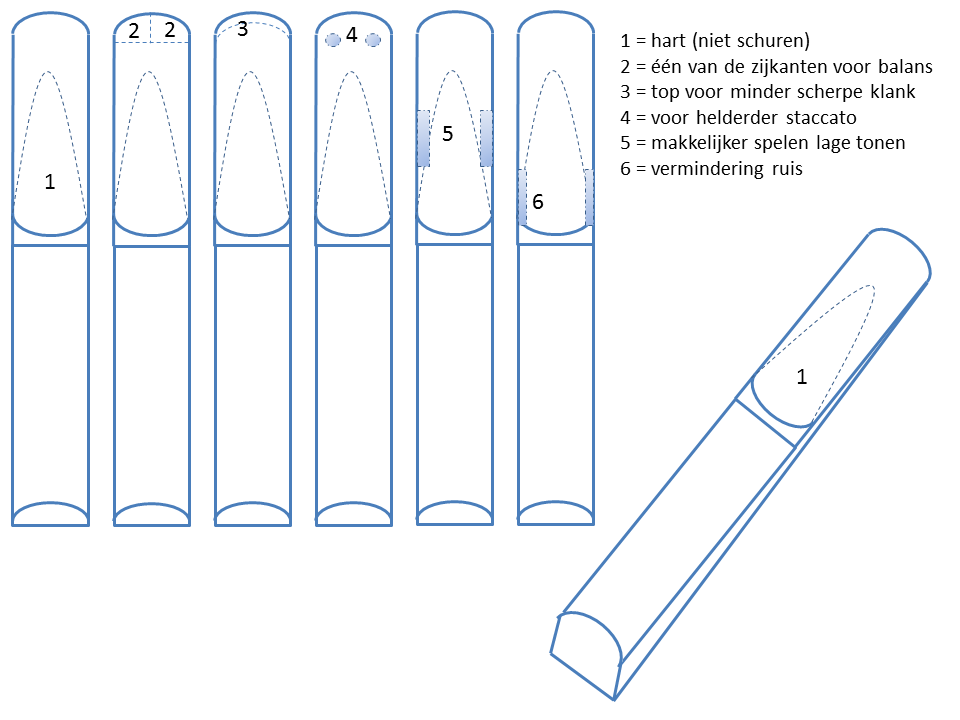
Façons de travailler l'anche d'une clarinette par grattage.
1 : cœur (ne pas gratter)
2 : gratter un des côtés pour plus d'équilibre
3 : couper la pointe pour un son moins faible
4 : pour un staccato plus clair
5 : pour jouer des notes graves plus facilement
6 : pour réduire le souffle

« On peut retoucher chacune des cinq parties de l'anche :
- La pointe : La taille de la pointe sert à augmenter la dureté de l'anche lorsque celle-ci devient un peu vieille, elle consiste à couper l'extrémité fine de la pointe ; on utilise en général d'un coupe-anches ; on y positionne l'anche, on règle une faible longueur à couper, on clique, et on se retrouve avec une anche raccourcie.

- Les côtés : Les côtés sont certainement les plus utiles à gratter. Une diminution de l'épaisseur des côtés, à la limite de l'empeigne permet d'affaiblir légèrement la dureté de l'anche, donc on aura un son avec moins de souffle et plus puissant. Il faut cependant savoir que plus une anche est souple, plus elle a un son nasillard dans les aigus.

- L'empeigne: L'empeigne (partie de l'anche pouvant être vue plus sombre par transparence...) ne se taille pas directement mais comme nous l'avons vu sur les côtés et au niveau du cœur de l'anche ; ainsi, une taille de l'empeigne n'est justifiable qu'en cas d'anche réellement trop forte : passage de deux niveaux de dureté pour un bon grattage ; en aucun cas ce type de grattage ne pourra prétendre à affiner le son.

- Le talon : Cette taille ne se fera pas à l'aide du traditionnel grattoir mais plutôt avec une pointe dure : elle consiste à faire des rainures sur le talon, du milieu vers l'extérieur, dans le sens de la longueur, de façon superficielle de manière à juste marquer la partie brillante du roseau ; il ne s’agit pas de taille mais plutôt d'entaille ; on formera ainsi des lignes symétriques : autant de rainures à gauche qu’à droite pour ne pas déséquilibrer l'anche, une ou deux suffiront amplement. Cette opération permettra d'obtenir volume et libération de l'anche, facilité d'émission.

- Le cœur : La taille légère du cœur de l'anche permet une modification assez importante de la couleur sonore de celle-ci ; c’est pourquoi il vaut mieux la réserver à des cas d'extrême nécessité. Lorsque le cœur de l'anche est détruit, l'anche devient inutilisable.»[8]

« Lors du grattage, il est important, pour ne pas faire de « bosses » sur l'anche, de  « croiser les traits », c'est-à-dire, d'orienter différemment à chaque fois la lame du couteau par rapport au sens des fibres de l'anche. Le grattage se fait toujours en allant du talon vers la pointe de l'anche, jamais dans l'autre sens. Fondée sur son expérience, chaque artiste a sa méthode, à laquelle il tient beaucoup, pour l'utilisation et la rotation de ses anches. »

— Ernest Ferron.

## Emploi de la prêle

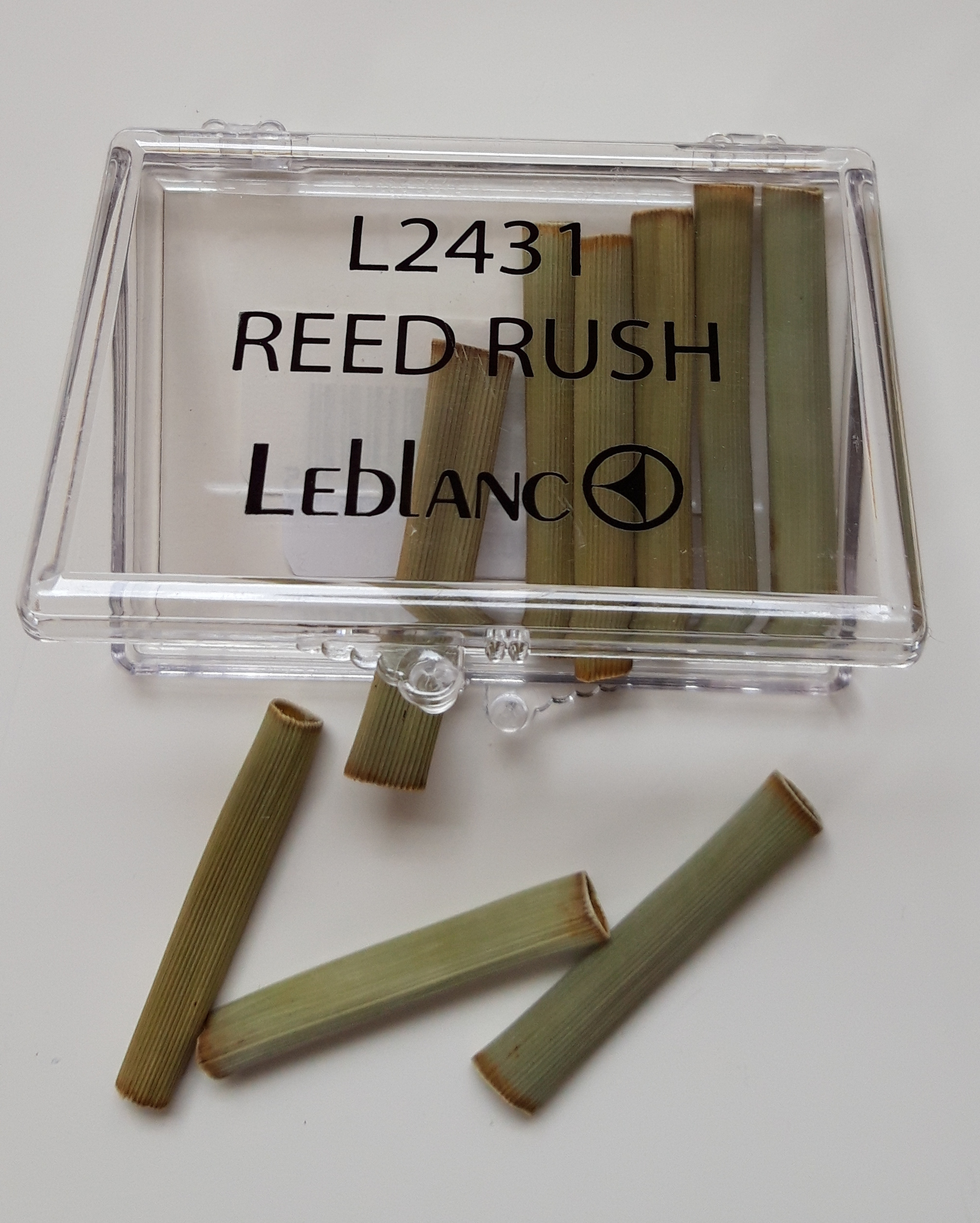
Prêle pour le grattage des anches.

La prêle permet de poncer finement (prêler) et était très utilisée autrefois par les artisans pour les travaux de finition et par les musiciens pour préparer leur anche. 

« Pour préparer la prêle à l'opération de grattage, mouillez-la abondamment jusqu'à ce qu'elle devienne souple et flexible. Coupez ensuite une extrémité proprement et aplatissez-la entre vos doigts. La prêle doit être déplacée latéralement comme une lime - en utilisant uniquement la pointe. Tenez-la verticalement et très doucement, sinon vous risquez d'endommager la pointe de l'anche. Lorsque la prêle est utilisée sur le côté de l'anche, une plus grande pression peut être appliquée. Sur le bord inférieur (vers le talon), vous pouvez appuyer très fort. »

— Daniel Bonade, Clarinetist's Compendium (1960) 
Il est possible de s'approvisionner dans certains magasins de musique. La prêle pousse facilement dans les terres pauvres et certains jardins.

## Galerie

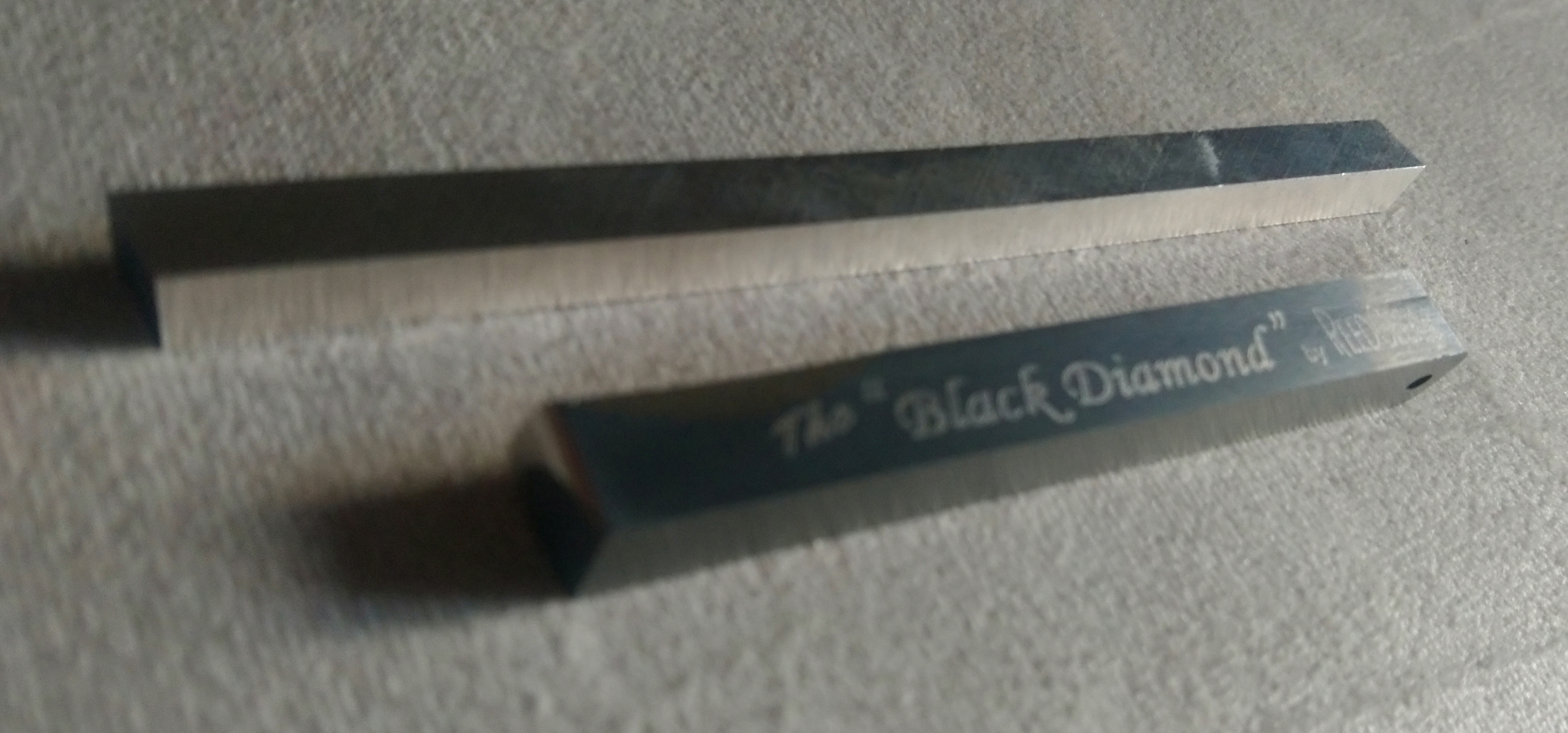
Barreau carré rectifié (outil de tour) et Black Diamond G4 de ReedGeek.